# Turgenia
Genre
Turgenia est un genre de plantes à fleurs  de la famille des Apiaceae. Il ne comprend que deux espèces : Turgenia latifolia et Turgenia lisaeoides. Ce sont des plantes herbacées trouvées en Europe et en Asie.

## Liste des espèces
Il n'existe que deux espèces,, :
- Turgenia latifolia (L.) Hoffm., 1814
- Turgenia lisaeoides C.C.Towns., 1964 - endémique d'Irak.

## Répartition
Le genre est réparti en Europe, sur les côtes de la Méditerranée, en Asie occidentale et centrale,.